# Alex Ashbaugh
Alex Keeshan Ashbaugh, meglio conosciuto come Alex Ashbaught (...), è un attore, produttore cinematografico e sceneggiatore statunitense.
Ha ottenuto notorietà per film come Superfast & Superfurious (2015), film parodia della celebre saga Fast & Furious dove Alex interpreta Lucas White ma appare anche in Un acquisto da incubo e Hickey.
Ha inoltre partecipato a varie serie televisive come Hawaii Five-0 anche se solo per pochi episodi.

## Filmografia
| Film                     | Anno |
| ------------------------ | ---- |
| Superfast & Superfurious | 2015 |
| Hickey                   | 2016 |
| Un acquisto da incubo    | 2016 |